# Koštěnický potok
Koštěnický potok este o arie protejată (sit de importanță comunitară — SCI) din Republica Cehă întinsă pe o suprafață de 29,6 ha, integral pe uscat.

## Localizare
Centrul sitului Koštěnický potok este situat la coordonatele 49°01′28″N 15°01′28″E / 49.024444°N 15.024444°E.

## Înființare
Situl Koštěnický potok a fost declarat sit de importanță comunitară în noiembrie 2009 pentru a proteja 1 specie de animale.

## Biodiversitate
Situată în ecoregiunea continentală, aria protejată nu include niciun habitat protejat.
La baza desemnării sitului se află o specie protejată de  nevertebrate: Ophiogomphus cecilia.